# 전투원
전투원(戰鬪員)은 전쟁과 전투에 종사하는 요원이다. 현대 이후의 군대는 일반적으로 군인이지만, 전투원은 직업이나 자격이 아니라 주로 직접 전투에 참가하는 사람이라는 역할을 가리키는 용어이기 때문에 민병대와 사병 등을 포함한다.